# Teledata
Teledata var ett samlingsbegrepp som användes i början av 1980-talet som för att beteckna system som Videotex, Prestel, Postel, Minitel, Bildschirmtext, Datavision, Teleguide och liknande. Den ursprungliga idén till denna typ av system kom från engelsmannen Samuel Fedida, som i mitten av sjuttiotalet myntade begreppet viewdata för det som senare skulle bli det som British Telecom lanserade som Prestel. Grundidén med teledata var att använda den TV-mottagare som redan fanns i flera hem, för att länka samman denna med informationstjänster via modem och det allmänna telenätet och en enklare inenhet som en fjärrkontroll eller i bästa fall ett tangentbord.
I utvidgad betydelse analyserade Statskontoret under begreppet teledata även samhällets förändring mot ett informationssamhälle där alla i samhället skulle ha tillgång till elektronisk information. Man skriver:
| ” | Någon exakt definition av begreppet teledata är inte möjlig. Begreppet teledata används som samlingsbeteckning på en uppsättning tekniska och organisatoriska lösningar för vissa typer av (enklare) databehandling och datakommunikation. (...) Videotex är den internationellt mest använda benämningen och blir allt vanligare även i Sverige. | „ |